# Віл (геральдика)
Віл — природна негеральдична гербова фігура. Символ сили, витривалість, міцності, сильного супротивника чи суперника, а також вірності та прихильності, уособлює терпіння та добробут (до виникнення грошей служив мірилом та засобом товарного обміну).

## Історія
Дуже часто віл зустрічається у «промовистих» гербах. У Європейській частині використовувався у гербах міст: Оксфорд, Шлайц, області Беарн у Франції та інших.
У російській геральдиці зображення вола та його рогів використовувалося з XVIII століття у губерніях і містах приєднаних до Російської імперії: герб Молдови (спочатку описувалася, як воляча голова), але широкого застосування емблемі в гербознавстві не знайшлося.

## Символізм
У Європейській геральдиці вважається символом: «терпіння, важкої праці, що переноситься з покірністю, старанності в роботі».

## Блазонування
У геральдиці є кілька типів волів: «розлючений» або «здиблений» (стоїть на двох задніх ногах), «ідучий» (піднята одна передня нога), «що пасеться» (стоїть спокійно на чотирьох ногах), вкрай рідко «уклінний» (віл стоїть на задніх ногах, а передні зігнуті до землі). Зображення золотого вола у синьому полі означає «зусилля шляхетної людини, спрямовані на славні справи». Якщо тварина зображена поряд з коровою, то це означає емблему миру, якщо вона розлючена — «довготерплячий, але виведений із себе». У геральдиці є зображення окремої голови вола, зображеної в анфас, яка називається відсіченою і блазонується, як личина. Якщо роги, копита та язик іншого від загального кольору тварини, то це підкреслюється в описі герба.
Слід відрізняти геральдичні відмінності великої рогатої худоби: у вола хвіст зазвичай опущений вниз, у бика хвіст піднятий догори, а у корови хвіст загнутий уздовж бока, буйволи зображуються тільки з відсіченою головою, в анфас. За геральдичними правилами, воли не зображуються з кільцем у носі, це прерогатива биків.
- Гербю Уругваю
- Золотий екю Франсуа Фебю (XV ст.) з гербом Беарна
- Герб Бессарабської губернії
- Герб Оксфорда
- Герб Шляйца
- Герб Воловецького району